# Christian Raymond
Christian Raymond (Avrillé, 24 de desembre de 1943) és un ciclista francès, ja retirat, que fou professional entre 1965 i 1975. La seva principal victòria fou en una etapa al Tour de França de 1970.
Anteriorment, com a ciclista amateur, va prendre part en els Jocs Olímpics de 1964 a Tòquio.

## Palmarès
- 1964
  - 1r a la Ruta de França
  - Vencedor d'una etapa al Tour de l'Avenir
- 1966
  - 1r a Massiac
  - Vencedor d'una etapa al Critèrium del Dauphiné Libéré
- 1967
  - 1r a Miramas
  - 1r a Périers
  - 1r a Vayrac
- 1968
  - 1r a Bain-de-Bretagne
- 1970
  - 1r a Fougères
  - 1r a Ploërdut
  - Vencedor d'una etapa al Tour de França
- 1971
  - 1r a Saint-Macaire en Mauges
  - Vencedor d'una etapa al Midi Libre
- 1974
  - 1r al Circuit des genêts verts
  - 1r a Maël-Pestivien
  - 1r a Rieux
  - Vencedor d'una etapa al Tour de Romandia

### Resultats al Tour de França
- 1966. 54è de la classificació general
- 1967. 57è de la classificació general
- 1968. 45è de la classificació general
- 1969. 42è de la classificació general
- 1970. 52è de la classificació general. Vencedor d'una etapa
- 1971. 32è de la classificació general
- 1972. 47è de la classificació general
- 1974. 76è de la classificació general

### Resultats a la Volta a Espanya
- 1967. Abandona